# Ray Guy
William Ray Guy (Swainsboro, 22 de dezembro de 1949 – 3 de novembro de 2022) foi um jogador de futebol americano, que atuou na posição de punter do Oakland Raiders, na NFL.
Guy foi um jogador chave para a vitória dos Raiders em três edições do Super Bowl (XI, XV, XVIII), com seus punts precisos e poderosos.
Guy é, até hoje, o único punter a ser selecionado na primeira rodada do Draft da NFL.
Durante sua carreira, Guy:
- Chutou 210 punts dentro da linha de 20 jardas (não contando as 3 primeiras temporadas, quando a NFL não acompanhava essa marca), com apenas 128 touchbacks;
- Chutou cinco punts de mais de 60 jardas durante a temporada de 1981;
- Nunca teve um punt retornado para touchdown.

Como reconhecimento ao seu talento e grandiosidade, Ray Guy foi homenageado com um troféu que leva seu nome (Ray Guy Award), entregue ao melhor punter no campeonato da NCAA (que reúne os times de futebol americano universitário).
Guy foi introduzido ao Pro Football Hall of Fame em 2014.